# Армеец (арена)
«Арена София» (болг. Арена София; с 2011 и по 2022 годы — «Арена Армеец») — многофункциональный крытый спортивно-концертный комплекс, расположенный в Софии, столице Болгарии. Арена была открыта в конце июля 2011 года и насчитывает 12 373 сидячих места. Ранее называлась «Арена Армеец» после того, как болгарская страховая компания «Армеец» выкупила права на наименование, и до тех пор пока спонсорство не было прекращено в октябре 2022 года.

## Общая информация
Комплекс был спроектирован и открыт под названием «Арена София». Вскоре после открытия владельцы комплекса заключили спонсорское соглашение со страховой компанией «Армеец», сменив название комплекса. В октябре 2022 года после расторжения договора о спонсорстве «по обоюдному согласию», комплексу было возвращено первоначальное название.
Основная вместимость трибун — 12 373 сидячих мест для баскетбольных и волейбольных матчей с возможностью увеличения до 13 500 мест для соревнования по борьбе и теннису, до 15 500 для боксёрских поединков и до 17 900 для концертов. Имеется многофункциональный зал для тренировок по волейболу, баскетболу, гандболу, теннису и художественной гимнастике, фитнес-центр «Джони Спорт» с тренажёрами и спа-центром, ресторан на 68 мест и снекбар на 40 сидячих мест. Для журналистов оборудовано 96 мест.
Арена располагает 887 парковочными местами, из которых 614 расположены непосредственно на территории комплекса, остальные на прилегающих внутренних улицах. Также присутствуют специальные 42 места для инвалидов и подземная парковка на 94 места для корпоративных и VIP-автомобилей. 
Комплекс принимал различного рода соревнования по 30 видам спорта, среди которых были баскетбол, волейбол, гандбол, борьба, тяжёлая атлетика, фехтование, гимнастика и теннис. В нём давали концерты такие известные исполнители как Жан-Мишель Жар, Sade, Том Джонс, Хулио Иглесиас, Цеца, Лепа Брена, Леди Гага и Red Hot Chili Peppers. В 2015 году здесь был проведён детский конкурс «Евровидение».

## Крупные спортивные турниры на арене
- апрель 2012 года: Европейская квалификация турнира по борьбе Олимпиады-2012.
- май и июнь 2012 года: две группы квалификации турнира по волейболу Олимпиады-2012.
- июнь 2012 года: Чемпионат мира по спортивной гимнастике.
- июль 2012 года: финальный раунд Мировой лиги по волейболу.
- октябрь — ноябрь 2012 года: Турнир чемпионок WTA.
- октябрь 2015 года: финальный турнир чемпионата Европы по волейболу среди мужчин (включая оба полуфинала и финал)
- февраль 2016 года: Открытый чемпионат Софии по теннису
- март 2018 года: юниорский мировой чемпионат по фигурному катанию.